# Santorio Santorio
Santorio Santorio, o Sanctorius Sanctorius (en latín) nació el 29 de marzo de 1561 en Capodistria (ahora Koper, Eslovenia) y murió el 22 de febrero de 1636 en Venecia, Italia. La madre de Santorio, Elisabetta Cordonia, era una mujer noble de una familia de Istria. El padre de Santorio, Antonio, era un noble del Friul que trabajaba para la República de Venecia como jefe de ordenanza de la ciudad.
Santorio fue un médico italiano, siendo el primero en servirse de instrumentos de precisión en la práctica de la medicina, introduciendo en la investigación médica un procedimiento experimental cuantitativo en sus estudios sobre el metabolismo basal. También es conocido como el inventor de varios dispositivos médicos. Su obra De Statica Medicina, escrita en 1614, se publicó varias veces influenció a generaciones de médicos.

## Biografía
Santorio estudió en la Universidad de Padua (MD, 1582), donde más tarde impartió clases como profesor de teoría de la medicina (1611-1624). En 1587 fue convocado al parecer para asistir en calidad de médico a un noble croata. Desde 1587 hasta 1599 Santorio parece haber pasado mucho tiempo entre los eslavos del sur, aunque mantuvo una correspondencia frecuente con sus colegas de Padua, el astrónomo Galileo Galilei y el anatomista Girolamo Fabrizi d'Acquapendente. Santorio fue un temprano exponente de la escuela de medicina iatrofisica, que trató de explicar el funcionamiento del cuerpo de los animales por razones puramente mecánicas, y adaptó varias de las invenciones de Galileo a la práctica médica, como el desarrollo de un termómetro clínico (1612) y un reloj medidor del pulso (1602).
Para comprobar la afirmación del médico griego Galeno que la respiración se produce también a través de la piel como "transpiración insensible", Santorio construyó una gran báscula en la que con frecuencia comía, trabajaba y dormía, para poder estudiar las fluctuaciones de su peso corporal en relación con sus excreciones sólidas y líquidas. Después de treinta años de continua experimentación, se encontró con que la suma total de excretas era menor que la cantidad de sustancia ingerida. Su Medicina Statica ("Medición Médica", 1614) fue el primer estudio sistemático del metabolismo basal.

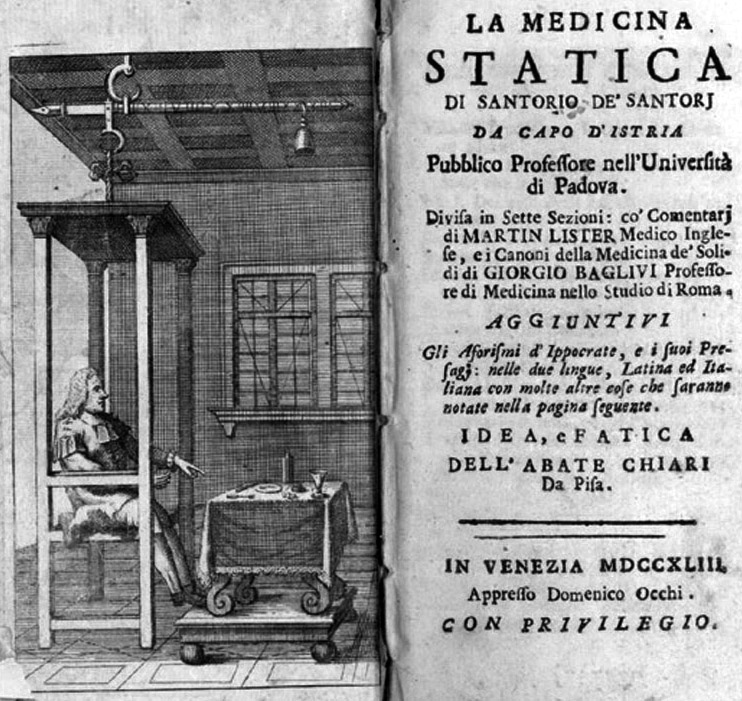
Medicina Statica de Santorio.

Durante un período de treinta años, Santorio se pesó, también todo lo que comía y bebía, y asimismo su orina y heces; comparaba el peso de lo que había comido, y el de sus productos de desecho, siendo estos últimos de un peso considerablemente menor. De este modo, ideó su teoría de la transpiración insensible en un intento de explicar esta diferencia. Señaló que el cuerpo perdía 1,25 kg al día de agua. Sus descubrimientos tuvieron poco valor científico, pero es reconocido por su metodología empírica. La "silla de pesarse", la cual construyó y empleó durante este experimento, también es famosa.
Sus experiencias son la primera realización de lo que Nicolás de Cusa había definido como una vaga esperanza del conocimiento médico. El punto de partida del análisis de Santorio es el reconocimiento de que un organismo sano mantiene los mismos parámetros inalterados a lo largo del tiempo (homeostasis), salvo que el proceso se vea obstaculizado por la aparición de algunas enfermedades. Este prerrequisito (o praecognitum, en el lenguaje aristotélico de la época) se usa para definir la enfermedad como una distancia de la normalidad (morbus est recessus).

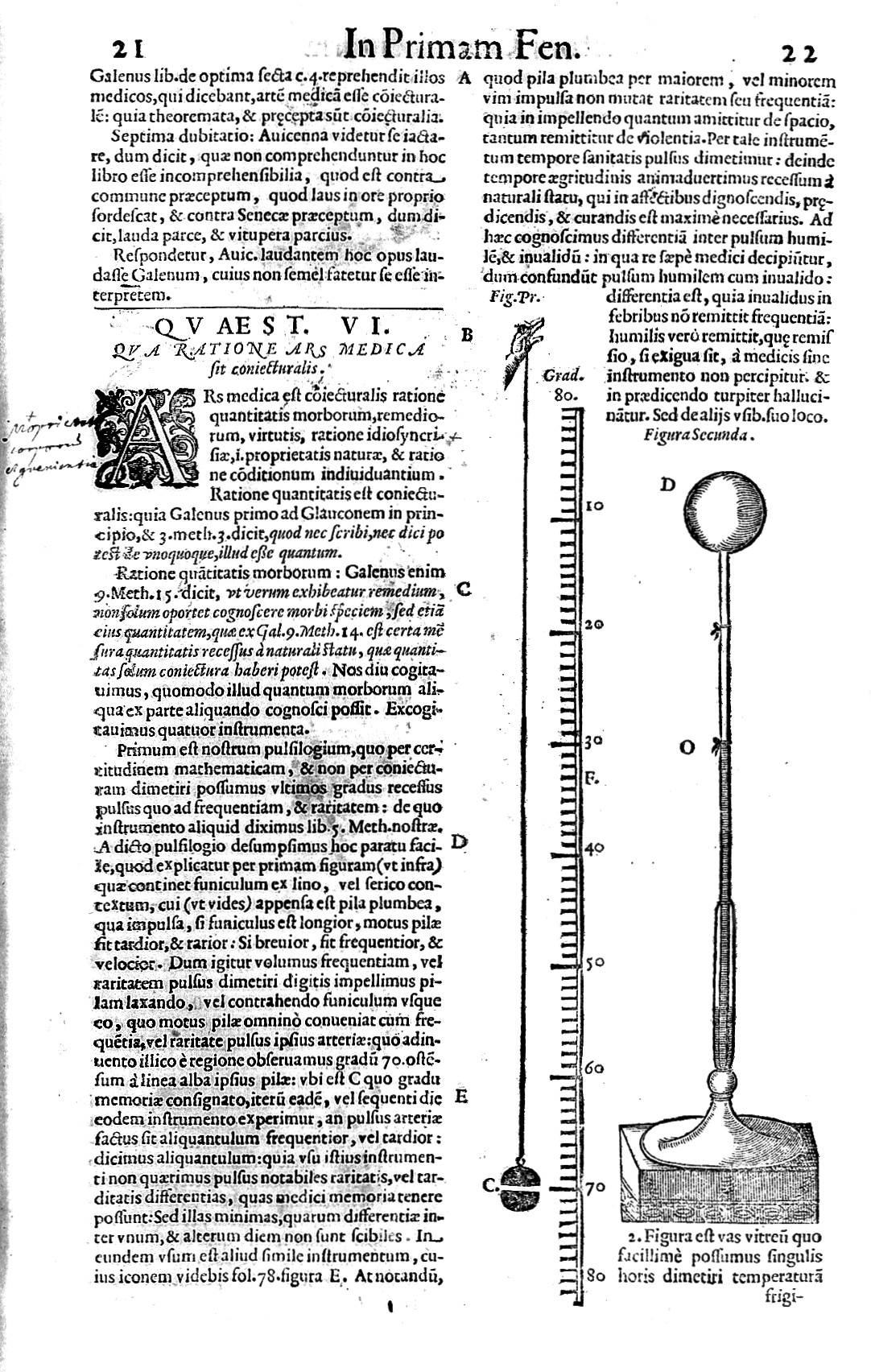
El termómetro clínico de Santorio en su Commentaria, 1626.

A Santorio se le atribuye el diseño del termómetro clínico, que introdujo en su Sanctorii Sanctorii Commentaria in primam fen primi libri Canonis Avicennae, un comentario sobre el Canon de medicina por Avicena. Inventó un instrumento, que denominó pulsilogium, para medir el pulso y que fue el primer sistema mecánico en la historia de la medicina. Un siglo más tarde, el físico de la Croix utilizó el pulsilogium para experimentar con la función cardíaca. Santorio además inventó una temprana cama de agua. En 1614, escribió De statica medicina, un texto médico que tuvo cinco ediciones en 1737.
Leibniz escribió sobre Santorio: "Los anatomistas han descubierto, en efecto, muchas cosas elegantes, pero la mayoría parecen más curiosas que útiles, y el origen de las enfermedades debe buscarse no tanto con las manos como con la adopción de una lógica precisa, que, salvo Santorio entre los primeros [ priores], y Descartes entre los más recientes [novissimi]—lo encuentro en muy pocos autores." 